# Dimitri M'Buyu
Dimitri M'Buyu (Antwerpen, 31 oktober 1964) is een gewezen Belgische voetballer. Hij is de broer van gewezen voetballer Didier M'Buyu. Hij speelde ook één interland voor de Rode Duivels. Hij was daarmee de eerste zwarte voetballer die voor de Belgische nationale ploeg werd opgeroepen.

## Spelerscarrière
M'Buyu werd geboren in Antwerpen en voetbalde net als zijn één jaar jongere broer Didier M'Buyu voor de jeugd KSC Lokeren. Tijdens het seizoen 1983/84 werd de jonge aanvaller door trainer Dimitri Davidović in het eerste elftal geplaatst. Ook toen Aimé Antheunis later het roer overnam, bleef Dimitri M'Buyu een vaste waarde in Lokeren.
Tijdens het seizoen seizoen 1986/87 steeg de aanvaller boven zichzelf uit. Hij scoorde 17 keer en werd daardoor net geen topschutter. Bovendien zorgde hij er zo mee voor dat Lokeren knap vierde werd en een jaar later naar de UEFA Cup mocht.
De prestaties van M'Buyu werden ook opgemerkt door de Belgische topclubs en tijdens de zomer van 1987 ruilde hij Lokeren in voor het Standard de Liège van trainer René Desaeyere. Hij werd in Sclessin een ploegmaat van onder meer Guy Vandersmissen, Gilbert Bodart en Alex Czerniatynski. M'Buyu scoorde in de competitie 12 keer voor de Rouches maar besloot toch om na reeds één seizoen op te stappen.
Zo belandde M'Buyu bij Club Brugge, waar hij van trainer Henk Houwaart niet meer speelkansen kreeg dan een jaar eerder. In de aanvalslinie van blauw-zwart was de concurrentie groot met kleppers als Marc Degryse, Frank Farina en Kenneth Brylle. M'Buyu was uiteindelijk goed voor 11 competitiegoals en evenaarde daarmee bijna het doelpuntensaldo van sterkhouders Jan Ceulemans en Marc Degryse. Toch duurde ook het Brugse avontuur slechts één jaar.
In 1989 vergezelde hij zijn broer Didier tijdens diens overstap naar KSV Waregem. De beide broers waren terug verenigd al was het weerzien sportief gezien geen hoogtepunt. De jongste van de twee broers kwam amper aan spelen toe en Waregem zelf degradeerde net niet. Na één jaar stapten de twee broers op. Dimitri M'Buyu trok naar R. Antwerp FC. De club uit zijn geboortestad speelde dat jaar trouwens Europees voetbal. De 26-jarige aanvaller maakte zijn debuut in de Europese wedstrijd tegen RC Lens. Nadien kwam hij niet vaak meer in actie.
In 1991 verkaste hij naar het buitenland. M'Buyu tekende een contract bij het Griekse PAOK Saloniki, dat toen Europees KV Mechelen uitschakelde. Sportief gezien was de Griekse club geen opsteker en dus keerde M'Buyu na één seizoen terug naar België.
Hij trok naar Tweede Klasse en sloot zich aan bij Verbroedering Geel, waar hij aanvoerder en sterkhouder van het team werd. Hij werd er in die periode een ploegmaat van o.a. Bart Goor. In 1994 trok hij naar het Israëlische Maccabi Netanya en nadien naar het Nederlandse HSV Hoek.

## Trainers- en managerscarrière
Eind december 1999 kondigde toenmalig eersteklasser Verbroedering Geel aan dat M'Buyu sportief manager werd bij de club. 
In het najaar van 2001 volgde hij Jos Heyligen op als trainer van het inmiddels naar Tweede klasse gedegradeerde Geel, maar al snel moest hij zelf plaatsmaken voor Stéphane Demol.
In 2004 ging M'Buyu aan de slag bij FC Brussels, waar hij sportief manager werd. Tussen 2009 en 2014 was hij sportief adviseur van RAEC Bergen. In 2011 promoveerde Bergen naar de Jupiler Pro League, volgens velen zijn werk. Van 2014 tot 2018 was M'Buyu hoofdscout bij RSC Anderlecht.
Op 25 maart 2019 kwam hij in dienst van KSC Lokeren als technisch directeur. De club was drie weken eerder na 23 jaar uit de Jupiler Pro League gedegradeerd. Na de overname van de club door Louis de Vries ging M'buyu zich richten op scoutingwerk en werd hij de verbindigsman tussen de jeugd en de A-ploeg.